# Juan Gabriel Vásquez
Pour les articles homonymes, voir Vásquez (homonymie).
Œuvres principales
- Histoire secrète du Costaguana
- Le Bruit des choses qui tombent

Juan Gabriel Vásquez, né en 1973 à Bogota, est un écrivain et journaliste colombien.

## Biographie
Élevé dans une famille d'avocats anglophiles, il quitte sa Colombie natale avec son diplôme de droit de l'université du Rosaire de Bogota en poche. De 1996 à 1999, il s'installe à Paris, où il fait des études de lettres à l’université de Paris III jusqu'à l'obtention d'un doctorat en littérature sud-américaine. Après avoir séjourné en Belgique dans une petite ville des Ardennes, il s'installe à Barcelone et collabore à des suppléments littéraires jusqu'en 2012. Il rentre ensuite en Colombie.
Journaliste reconnu, il a travaillé pour El Espectador et a également traduit en espagnol les œuvres de Victor Hugo et de E.M. Forster.
C'est alors qu'il est loin de son pays que Juan Gabriel Vásquez trouve enfin la distance nécessaire qui lui permet d'écrire sur la Colombie, sujet principal de son œuvre et véritable obsession. Autour du tabou de la liste noire, Les Dénonciateurs (Los informantes, 2004) rapporte l'histoire d'un jeune journaliste qui découvre le passé de son pays et de son père durant la Seconde Guerre mondiale. Le roman, réflexion sur le pouvoir de l'Histoire et de la littérature, est immédiatement acclamé par la critique internationale.
En rédigeant une biographie de Joseph Conrad lui vient l'idée de son roman le plus célèbre, Histoire secrète du Costaguana (Historia secreta de Costaguana, 2007), rencontre étonnante entre un Colombien et l'écrivain de renom. Ce roman, lauréat du prix Qwerty du meilleur roman en langue espagnole et du prix de la Fundacion Libros y Letras de la meilleure œuvre de fiction, place définitivement Juan Gabriel Vásquez parmi les auteurs colombiens les plus importants des vingt-cinq dernières années. Tout en reconnaissant sa dette envers Gabriel García Márquez, et en ne ménageant pas son admiration pour le maître, le jeune romancier prend ses distances avec le réalisme magique de l'auteur de Cent ans de solitude et trouve sa propre voie dans un rapport subtil entre imaginaire et réalité.
En 2011, il publie Le Bruit des choses qui tombent (El ruido de las cosas al caer) qui lui vaut, l'année suivante, en France, le prix Roger-Caillois. En 2021, dans Une rétrospective, il raconte l'histoire du cinéaste Sergio Cabrera et de sa famille.

## Œuvres

### Romans
- Persona (1997)
- Alina suplicante (1999)
- Los informantes (2004) Publié en français sous le titre Les Dénonciateurs, traduit par Claude Bleton, Arles, Actes Sud, coll. « Lettres latino-américaines », 2008, 381 p.  (ISBN 978-2-7427-7246-9) ; réédition, Paris, Seuil, 2015 (ISBN 978-2-02-117095-5)
- Historia secreta de Costaguana (2007) Publié en français sous le titre Histoire secrète du Costaguana, traduit par Isabelle Gugnon, Seuil, 2010, 310 p.  (ISBN 978-2-02-098293-1) ; réédition, Paris, Points, coll. « Policier » no P2875, 2012, 330 p.  (ISBN 978-2-7578-3034-5)
- El ruido de las cosas al caer (2011) Publié en français sous le titre Le Bruit des choses qui tombent, traduit par Isabelle Gugnon, Paris, Seuil, coll. « Cadre vert », 2012, 304 p.  (ISBN 978-2-02-098501-7) ; réédition, Paris, Points no P3084, 2013, 280 p.  (ISBN 978-2-7578-3605-7)
- Las reputaciones (2013) Publié en français sous le titre Les Réputations, traduit par Isabelle Gugnon, Paris, Seuil, coll. « Cadre vert », 2014, 192 p.  (ISBN 978-2-02-113918-1) ; réédition, Paris, Points no P4179, 2015, 199 p.  (ISBN 978-2-7578-5500-3)
- La forma de las ruinas (2015) Publié en français sous le titre Le Corps des ruines, traduit par Isabelle Gugnon, Paris, Seuil, coll. « Cadre vert », 2017, 512 p.  (ISBN 978-2-02-131116-7) ; réédition, Paris, Points, 2018, 600 p.  (ISBN 978-2-7578-7152-2)
- Volver la vista atrás (2021) Publié en français sous le titre Une rétrospective, traduit par Isabelle Gugnon, Paris, Seuil, coll. « Cadre vert », 2022, 512 p.  (ISBN 978-2-02-149594-2)[1]

### Recueil de nouvelles
- Los amantes de Todos los Santos (2001) Publié en français sous le titre Les Amants de la Toussaint, traduit par Isabelle Gugnon, Paris, Seuil, coll. « Cadre vert », 2011, 200 p.  (ISBN 978-2-02-098502-4)
- Canciones para el incendio, 2018. Publié en français sous le titre Chansons pour l'incendie, Le Seuil, 240 p.,  (ISBN 978-2021427233)

### Essais
- El arte de la distorsión (2009)
- Viajes con un mapa en blanco (2018)
- La Traduccion del Mundo (2022)Traduit en français par Isabelle Gugnon sous le titre La Traduction du monde, les conférences Weidenfeld 2022, Seuil, 2025[2]

### Biographie
- Joseph Conrad. El hombre de ninguna parte (2004)

### Autre publication
- La venganza como prototipo legal alrededor de la Ilíada (2011)

### Traduction française d'une nouvelles isolée
- « Aéroport », traduit par Isabelle Gugnon, in Les Bonnes Nouvelles de l'Amérique latine, Paris, Gallimard, coll. « Du monde entier », 2010  (ISBN 978-2-07-012942-3)

## Prix
- 2007 : Prix Qwerty du roman pour Historia secreta de Costaguana
- 2007 : Prix de la Fundación Libros & Letras du meilleur livre de fiction pour Historia secreta de Costaguana
- 2011 : Prix Alfaguara du roman pour El ruido de las cosas al caer
- 2012 : Prix Roger-Caillois - Auteur latino-américain 2012 pour Le Bruit des choses qui tombent
- 2014 : International IMPAC Dublin Literary Award 2014) (antérieurement, Impac Dublin) pour Le Bruit des choses qui tombent[3]
- 2016 : Prix Carbet des lycéens pour Les Réputations[4]
- 2022 : Prix du Meilleur Livre étranger pour Une rétrospective